# La Peur (film, 1936)
Pour les articles homonymes, voir La Peur.
Pour plus de détails, voir Fiche technique et Distribution.
La Peur, aussi connu sous le titre Vertige d'un soir est un film français réalisé par Viktor Tourjanski sorti en 1936.
Il s'agit de l'adaptation de la nouvelle éponyme de Stefan Zweig.

## Synopsis
Lors de vacances dans le Midi, Jean, pianiste renommé, séduit Irène, épouse jusque-là fidèle d’un grand avocat pénaliste, Robert. Irène, pleine de remords, revient précipitamment à Paris pour couper court à la relation, mais à peine rentrée, retrouve Jean lors d’une soirée mondaine. Jean n’a de cesse de renouer avec elle, qui fait tout pour le fuir, sans pouvoir l’éviter totalement.
Robert remarque très vite l’embarras d’Irène face à Jean, puis son changement de comportement : elle ment maladroitement pour cacher ses contacts avec Jean à son mari. Celui-ci voit ses doutes confirmés lorsqu’il trouve quelques notes de musique écrites par Jean sur un paquet de cigarettes. Il se montre dès lors inquisiteur et fait feu de tout bois pour faire craquer Irène, depuis les bêtises de leurs enfants jusqu’à une plaidoirie pour un mari meurtrier de sa femme infidèle — dont il obtient un invraisemblable acquittement.
Survient alors Suzy : elle se dit l’ancienne petite amie de Jean, qui l’aurait quittée pour Irène. Elle commence à faire chanter Irène pour de petits montants, avant d’exiger d’elle une grosse somme. Irène, acculée, tente de la réunir, d’abord en empruntant à son mari, qui lui explique, mine de rien, s’appuyant sur son expérience de pénaliste, que la pire punition, ce n’est pas la sanction, mais la peur de la sanction.
Irène va jusqu’à jouer dans un tripot pour gagner le pactole exigé, mais elle est volée dans la panique d’une descente de police. Désespérée alors que Suzy lui refuse un nouveau délai, elle se jette sous un bus sous les yeux horrifiés de cette dernière. Miraculeusement indemne, elle est recueillie par Suzy, dès lors honteuse et furieuse du rôle qu’elle a joué…

## Fiche technique
- Réalisation : Viktor Tourjanski, assisté de Grégoire Metchikian
- Scénario : Joseph Kessel et Irma von Cube d'après la nouvelle éponyme de Stefan Zweig
- Dialogue : Jean-Pierre Feydeau, Joseph Kessel
- Direction artistique : Serge Piménoff
- Photographie : Louis Née et Armand Thirard
- Son : Antoine Archimbaud
- Musique : Michel Lévine (Michel Michelet)
- Société de production : Prociné Standard
- Pays :  France
- Format :  Son mono  - Noir et blanc
- Genre : Film dramatique
- Durée : 87 minutes
- Date de sortie : 
  - France : 10 avril 1936

## Distribution
- Gaby Morlay : Irène Sylvain
- Charles Vanel : Robert Sylvain
- Suzy Prim : L'actrice
- George Rigaud : Jean, le musicien
- Jane Lamy : Denise Hémon
- Jeanne Lion : Louise
- Odette Talazac : La duchesse
- Mireille Colussi : Mireille
- Georges Péclet : Henri Hémon
- Georges Flamant : Mimille
- Pierre Labry : Poudroux
- Léon Arvel : Le Procureur général
- Max Monroy : Le Président
- Georges Morton : L'Américain
- André Siméon : Victor
- Gabriel Farguette : Georges
- Ginette Leclerc : Une joueuse au tripot
- Paul Bourguet
- Lucien Callamand
- Andrée Doria
- Anthony Gildès
- Teddy Michaud